# Dicionário Aurélio da Língua Portuguesa

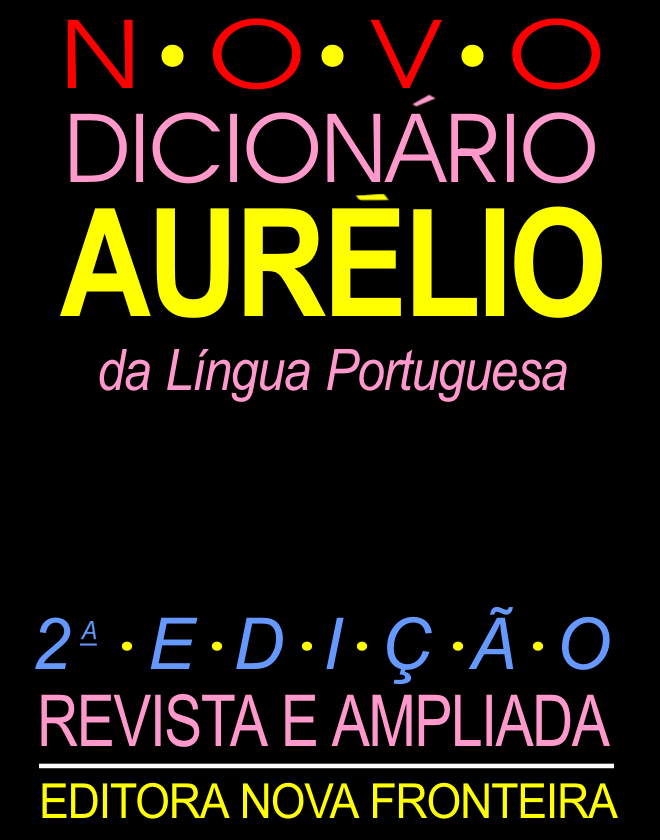
Обложка 2-го издания, 1993.

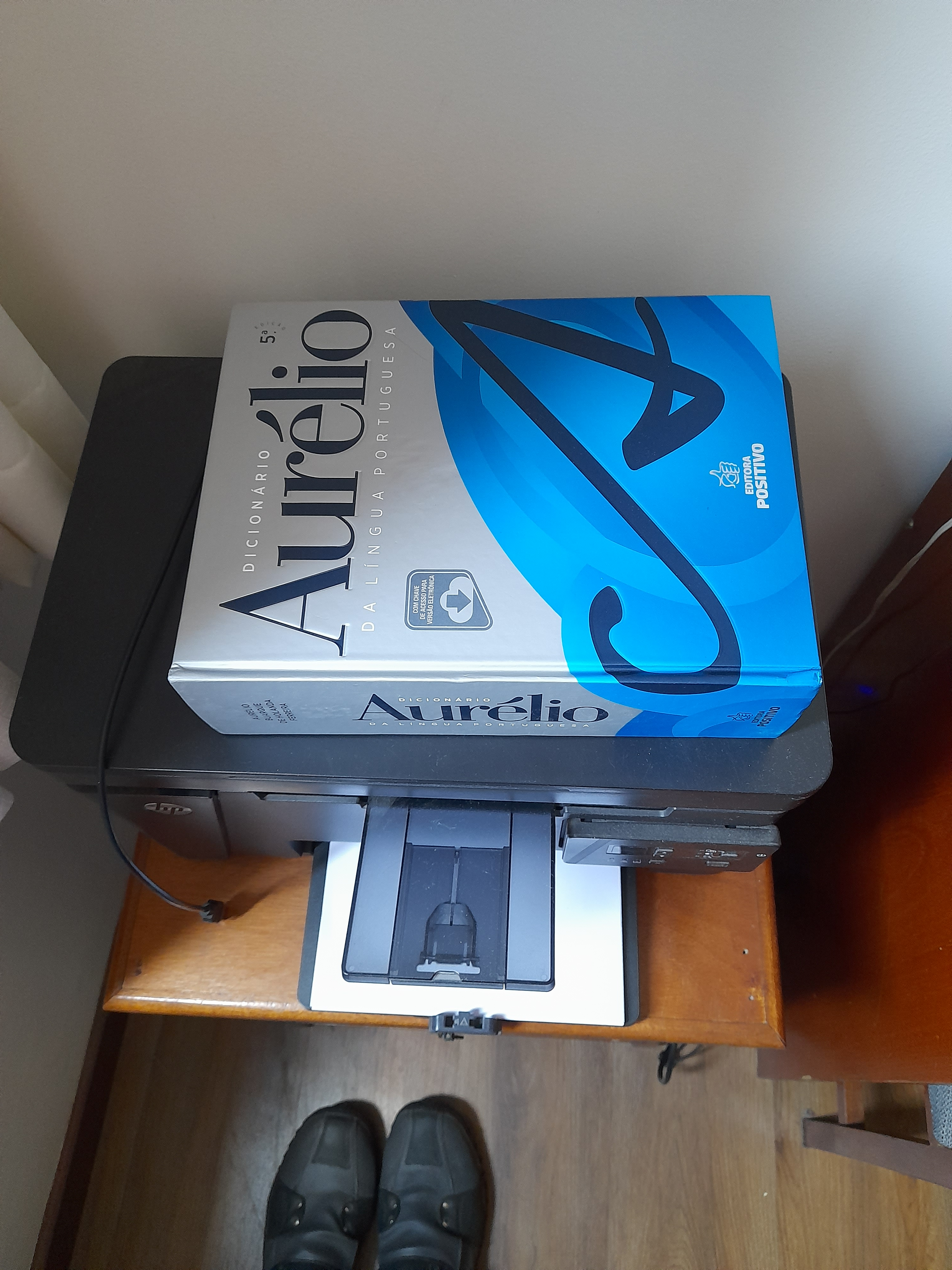

O Dicionário Aurélio da Língua Portuguesa, Novo Dicionário da Língua Portuguesa (Новый словарь португальского языка Аурелио) — это общелексический толковый словарь португальского языка, опубликованный в Бразилии, был впервые составлен Аурелио Буарки де Олланда Феррейрой (Aurélio Buarque de Holanda Ferreira). Этот словарь часто называют Словарь Аурелио (Dicionário Aurélio), Аурелио (Aurélio ) или  Аурелиан (Aurelião, "Большой Аурелио").
Первое издание вышло в  свет в 1975. С тех пор словарь переизавался десятки раз, в том числе и в электронной форме. По данным издательства к 1986 году было продано 5 миллионов экземпляров, а к 2005 году 40 миллионов экземпляров (с учётом всех производных работ и специальных изданий). 4-е издание, изданное в 2009, вышло в новой орфографии (o Novo Accordo da Língua Portuguesa de 7 de maio de 2008), ISBN 978-85-385-2824-1 (вместе с CD).